# Puente Haizhu
El puente Haizhu (chino: 海珠桥) es un puente de hierro que cruza el río de las Perlas en Cantón, China.
El puente une la Plaza Haishu en el Distrito de Yuexiu con la Avenida Jiangnan en el distrito de Haizhu.
Fue el primer puente de la ciudad en cruzar el río de las Perlas. Empezó a construirse en 1929, y fue finalizado en 1933, por el contratista americano Markton Company.
El puente fue dañado por los japoneses en 1938, y otra vez en 1949 por las Fuerzas del Kuomintang en la guerra civil china, por lo que fue remodelado íntegramente.
En la actualidad el puente lleva una avenida de dos carriles y una carretera bidireccional que conecta las márgenes sur y norte del río. Por el puente cruzan 22 rutas de transporte público.
En 2009 el puente destacó porque muchas personas trataban de suicidarse saltando desde el puente. En 2013 experimentó una renovación importante siguiendo su estilo original, en el que fueron reforzados sus 180 mil remaches, revestido en sus superficies, añadidas instalaciones para invidentes y fue colocada iluminación con lámparas semejantes a las que tuvo en su inauguración en los años 30. Para esta labor fueron convocadas personas que trabajaron en la remodelación de los años 50.